# Thalasseus
Thalasseus er en slægt af fugle i familien mågefugle. Slægtens 8 arter blev tidligere regnet til Sterna, men på grund af ny viden om ternernes afstamning er de flyttet til Thalasseus. Arterne er udbredt over alle kontinenter på nær Antarktis.

## Arter
De 8 arter i slægten Thalasseus:
- Kongeterne, Thalasseus maximus
- Bergiusterne, Thalasseus bergii
- Kinesisk topterne, Thalasseus bernsteini
- Aztekerterne, Thalasseus elegans
- Vestafrikansk Kongeterne, Thalasseus albididorsalis
- Bengalterne Thalasseus bengalensis
- Splitterne, Thalasseus sandvicensis
- Amerikansk splitterne, Thalasseus acuflavidus